# Lizzi Ceniceros
Lizzi Ceniceros (Ciudad de México, 22 de abril de 1973) es directora de orquesta mexicana. Fundadora y directora de la Orquesta Iberoamericana. Directora de la Orquesta Sinfónica de la BUAP (Benemérita Universidad Autónoma de Puebla) Fundadora y directora de la Orquesta Juvenil Salesiana, socia fundadora y directora de Consejo de Grupo Empresarial Contrapunto. Cofundador de la fundación Proyectos y Arte por Iberoamérica.
Directora de la Orquesta Contrapunto México, orquesta que ha participado en el Festival Eurochestries en Quebec, Canadá en el año 2016, y en Jonzac, Francia en el año 2018. Estuvo al frente de la Orquesta de Cámara de la Ciudad de México del año 2016 al año 2018. Como director invitado ha dirigido la Banda de Conciertos de Limón en Costa Rica, la Banda de Conciertos de Alajuela en Costa Rica, la Orquesta Sinfónica de El Salvador junto con solistas y el Coro Nacional con la Novena Sinfonía de Beethoven,como también a la Orquesta de cámara de Rímini, en Italia,  y a las Orquestas Juveniles del Sistema de Coros y Orquestas de El Salvador.
Es embajadora y parte del consejo de administración de la Federación «[Eurochestries Eurochestries International]» (enlace roto disponible en este archivo)., una de las  federaciones más importantes de encuentros de orquestas juveniles en el mundo con sede en Francia. Ha recibido diversos premios y reconocimientos como el Premio México en tus manos, el premio Batuta, Medalla a la trayectoria profesional, Premio Nacional de la Mujer 2020, y premio mujer del año, 2019 y 2020. 
Participó en el 2019 como actriz de reparto (Director de Orquesta) en el cortometraje Nimic al lado de Matt Dillon, dirigido por Yorgos Lanthimos.
Filántropa, y promotora del arte en todos los segmentos de la sociedad. Forma y dirige desde el año 2002 el Coro del Internado Infantil Guadalupano como labor social.

## Reseña biográfica
Nació en la Ciudad de México, inicia sus estudios musicales a los 12 años; y cinco años más tarde comienza a dirigir coros y ensambles musicales. En el año 2000 funda la Orquesta Juvenil Salesiana, la cual dirige hasta la fecha. Deportista de alto rendimiento, representa a México en Tokio Japón en el mundial de Karate en el año 2007 obteniendo un 6o lugar mundial. Teniendo que decidir a partir de ese momento entre el deporte y la música, decide entregarse de lleno a la Dirección Orquestal. 
Es discípula del Maestro Español Ángel Luis Pérez Garrido,uno de los más altos exponentes en el campo  de la dirección a nivel mundial, y también es alumna del Compositor Mexicano Jorge Córdoba. 

## Distinciones
- Galardón Mujeres Mexicanas a la Vanguardia (2015)
- Premio "México en tus Manos" (2016)
- Medalla a la Trayectoria Profesional otorgada por la Universidad Latina (2017)
- “Promotor  de la Cultura de Paz” dentro de la Cruzada Nacional Uniendo Voluntades por La Paz (2017)
- Doctorado honoris causa entregado por el Claustro Doctoral Iberoamericano (2018)
- Palmas de Oro otorgadas por el Círculo Nacional de Periodistas (2018)
- Premio a la Mujer del Año, Mujeres Mexicanas Senado de la República (2019)
- Premio Batuta (2019)
- Premio a la Mujer del Año, Mujeres Mexicanas Senado de la República (2020)
- Premio Nacional de la Mujer (2020)
- Premio mujeres extraordinarias (2021) Senado de la República
- Premio mujer del año (2023) Senado de la república